# Etudes (Chopin)
De etudes van Frédéric Chopin zijn 27 werken voor piano solo. Ze bestaan uit twee gescheiden collecties van elk twaalf stukken, opus 10 en 25, aangevuld met drie van latere datum zonder opusaanduiding, de zogenaamde Trois Nouvelles Études. Alle etudes zijn ongeveer tussen 1829 en 1839 geschreven.

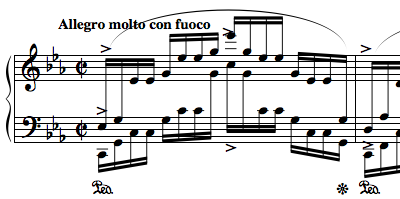
Fragment uit etude op. 25, nr. 12, de meeste etudes moeten zeer snel gespeeld worden, voordat ze echt mooi klinken

## Geschiedenis

### Compositie
De etudes van Chopin waren erg vernieuwend in de tijd dat ze voor het eerst werden uitgevoerd. Ze vormen de meest uitdagende composities uit het gehele repertoire voor concertpiano. Mede daardoor zijn de etudes ook heden ten dage nog erg populair. 
Sommige etudes waren zelfs zo populair dat ze bijnamen gekregen hebben. Zonder enige twijfel is de Revolutie-etude de populairste van de 27 (op. 10, nr. 12). De bijnamen zijn echter niet officieel, buitenstaanders hebben de bijnamen bedacht. Desalniettemin houden ze toch verband met het stuk.
Alle 27 etudes zijn tijdens het leven van Chopin gepubliceerd. De etudes van op. 10, de eerste set etudes, zijn gecomponeerd tussen 1829 en 1832, en zijn gepubliceerd in 1833 in Frankrijk, Duitsland en Engeland. De 12 etudes van op. 25 zijn gecomponeerd tussen 1832 en 1836, en werden gepubliceerd in dezelfde landen in 1837. De laatste drie, die een deel waren van de serie Méthode des méthodes de piano, zijn gecomponeerd in 1839. Ze hebben geen opusnummers. Ze verschenen in Duitsland en Frankrijk in november 1840 en in Engeland in januari 1841. Er zijn zelfs nog een paar manuscripten van de etudes geschreven door Chopin zelf. Ook zijn er nog verschillende kopieën gemaakt door een goede vriend van Chopin, Jules Fontana. Carl Mikuli, een student van Chopin, heeft zelf ook nog edities gemaakt van de etudes. Deze kan men nog steeds bezichtigen.
De eerste set etudes (op. 10) heeft Chopin geschreven in z'n jeugd. Samen met de werken van Mendelssohn waren ze zeldzame voorbeelden van zeer vernieuwende en waardige composities die door de componisten op zeer jonge leeftijd geschreven zijn. De etudes van Chopin maken van gewone nuttige oefeningen echt grootse artistieke meesterwerken.
Op een concert waar Chopin zijn op. 25 speelde, zei Robert Schumann "A la Chopin" (Italiaans, letterlijk: Op zijn Chopin's).

### Impact
Op het einde van de 18e eeuw waren er nog weinig etudes voor piano.(Czerny had een zeer groot aantal populaire etudes op zijn repertoire staan). Chopin had dus een helemaal nieuwe reeks gecomponeerd waarbij niet alleen technische vaardigheden nodig waren, maar ze waren ook geconcipieerd als concertrepertoire. Zijn etudes worden door veel mensen gezien als de eerste combinatie van echt muzikale inhoud, emotie en technische uitdaging (ofwel virtuositeit doet zijn intrede), en zo vormden ze een compleet muzikaal stuk. Voor de etudes van Chopin werden technisch hoogstaand kunnen en uitdrukking van muzikale emotie veel meer gescheiden gehouden. In de etudes van Czerny bijvoorbeeld is derhalve dit concertante element minder prominent en deze etudes zijn dan ook niet geschreven met het doel tot een publieke uitvoering te komen. Dat Chopin echter wel degelijk voortborduurt op Czerny is bijvoorbeeld heel duidelijk te horen in op. 10, nr. 2 in a klein, waar hij letterlijk een 'droge' oefening van Czerny uit de "Schule des Virtuosen" (op. 365, nr. 19 in e klein) overneemt en er een nieuwe compositie van maakt. Het effect van Chopin op zijn beurt op tijdgenoten was opvallend. Ook componisten na Chopin, zoals Schumann, Debussy, Prokofiev, Rachmaninoff, en andere componisten hebben allemaal hun etudes gebaseerd op de stijl van Chopin.
De etudes hadden zeker ook moderne invloeden. Bepaalde etudes zijn ook in de populaire muziek of televisie shows terecht geraakt.
Bijvoorbeeld, op. 10, nr. 3 wordt soms gebruikt als liefdesliedje. Takayuki Ishikawa (dj TAKA) heeft een remix gemaakt van op. 10, nr. 12 (Revolutie-etude).
De pianovirtuoos en componist Leopold Godowsky ging wat betreft moeilijkheidsgraad en virtuositeit nog een stap verder dan Chopin: hij componeerde een geheel 'nieuwe' set van 53 variaties gebaseerd op de etudes van op. 10 en op. 25, waarin diverse etudes van Chopin op velerlei wijze gecombineerd en bewerkt werden.

## Technische vaardigheden

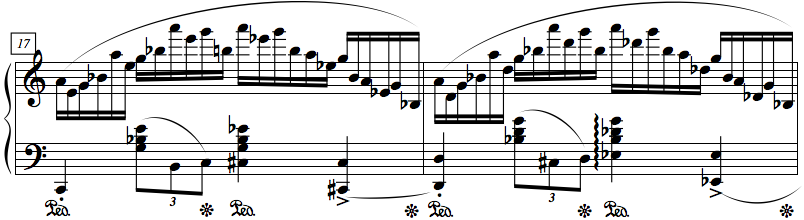
Fragment uit etude op. 25, nr. 11, waaruit de moeilijkheid blijkt

De etudes zijn technisch vaak erg moeilijk en vergen veel van het 'speelapparaat' van de pianist. Het is belangrijk dat de pianist verschillende speeltechnieken, zoals gewichtsspel en vingerspel, en zijn motoriek goed beheerst. Een voorbeeld hiervan is op. 10, nr. 1. Deze etude bestaat uit verschillende gebroken akkoorden die voor kleine handen moeilijk bereikbaar zijn; het is dus nodig om de arm te gebruiken om de vingers van noot tot noot te leiden. Zo ook bij op. 25, nr. 10, dit is een etude waar in de beide handen octaven gebruikt worden. Hiervoor is zeker flexibiliteit en kracht nodig.

## Lijst van etudes

### Etudes op. 10
De eerste set etudes werd gepubliceerd in 1833 (Sommigen waren al eerder geschreven, in 1829). Chopin was op 23-jarige leeftijd al een zeer bekende componist en pianist in de salons van Parijs. Daar heeft hij ook Franz Liszt leren kennen. Hij heeft zelfs dit hele opus aan hem opgedragen.
| Naam                | Toonaard  | Bijnaam        |  | Naam                 | Toonaard | Bijnaam     |
| ------------------- | --------- | -------------- |  | -------------------- | -------- | ----------- |
| Etude op. 10, nr. 1 | C groot   | Waterval       |  | Etude op. 10, nr. 7  | C groot  | Toccata     |
| Etude op. 10, nr. 2 | a klein   | Chromatisch    |  | Etude op. 10, nr. 8  | F groot  | Zonneschijn |
| Etude op. 10, nr. 3 | E groot   | Verdriet       |  | Etude op. 10, nr. 9  | f klein  | /           |
| Etude op. 10, nr. 4 | cis klein | Bergstroom     |  | Etude op. 10, nr. 10 | As groot | /           |
| Etude op. 10, nr. 5 | Ges groot | Zwarte Toetsen |  | Etude op. 10, nr. 11 | Es groot | Arpeggio    |
| Etude op. 10, nr. 6 | es klein  | Klaagzang      |  | Etude op. 10, nr. 12 | c klein  | Revolutie   |

### Etudes op. 25
De tweede serie etudes van Chopin was uitgegeven in 1837 en opgedragen aan de maîtresse van Franz Liszt, Marie d'Agoult. De reden hiervoor is onduidelijk. Er zijn veel speculaties.
| Naam                | Toonaard  | Bijnaam        |  | Naam                 | Toonaard  | Bijnaam    |
| ------------------- | --------- | -------------- |  | -------------------- | --------- | ---------- |
| Etude op. 25, nr. 1 | As groot  | Eolische Harp  |  | Etude op. 25, nr. 7  | cis klein | Cello      |
| Etude op. 25, nr. 2 | f klein   | De Bijen       |  | Etude op. 25, nr. 8  | Des groot | Sexten     |
| Etude op. 25, nr. 3 | F groot   | De Paardenman  |  | Etude op. 25, nr. 9  | Ges groot | Vlinder    |
| Etude op. 25, nr. 4 | a klein   | Paganini       |  | Etude op. 25, nr. 10 | b klein   | Octaven    |
| Etude op. 25, nr. 5 | e klein   | Verkeerde Noot |  | Etude op. 25, nr. 11 | a klein   | Winterwind |
| Etude op. 25, nr. 6 | gis klein | Tertsen        |  | Etude op. 25, nr. 12 | c klein   | Oceaan     |

### Trois Nouvelles Études
Deze etudes zijn geschreven door Chopin als een bijdrage tot Méthode des méthodes de piano. Dit is een pianomethode geschreven door Ignaz Moscheles en François-Joseph Fétis. Chopin heeft ze geen apart opusnummer gegeven. Hoewel deze etudes technisch minder moeilijk zijn dan die van op. 10 en 25, heeft Chopin er wel zijn originele formule van harmonische en structurele balans in verwerkt.
| Naam | Toonaard  |
| ---- | --------- |
| nr 1 | f klein   |
| nr 2 | As groot  |
| nr 3 | Des groot |

- Bibliothèque nationale de France: cb14795438s (data)
- Gemeinsame Normdatei: 30003685X
- Library of Congress Control Number: n88650249
- MusicBrainz work: 09fb2287-f5d3-4bf6-aa2d-ae6b07352b68
- Nationale bibliotheek van Australië: 35256658
- Nationale Bibliotheek van Israël: 987007583124205171
- Virtual International Authority File: 180292716